# Courtney Thorne-Smith
Courtney Thorne-Smith (San Francisco, Kalifornia, 1967. november 8. –) amerikai színésznő.

## Életpályája
San Francisco egyik külvárosában, Menlo Parkban nőtt fel. Az athertoni Menlo-Atherton Középiskolában tanult, majd 1985-ben a Mill Valley-i Tamalpais Középiskolában tette le az érettségit. A Mill Valley-ben töltött időben szerepelt néhány előadásban az Ensemble Theater Company-vel.
Első filmszerepét 1986-ban, a Lucas és a szerelem című drámában kapta Winona Ryder, Corey Haim és Charlie Sheen partnereként. Első emlékezetes szerepe a FOX Melrose Place című főműsoridős szappanoperájában, Alison Parker megformálójaként volt, 1992 és 1997 között.
Ezután Georgia Thomas szerepét kapta meg az ügyvédekről szóló Ally McBeal című sorozatban. 2001 és 2007 között Cherylt játszotta az ABC Jim szerint a világ című szituációs komédiájában, James Belushi partnereként.
Outside In című regénye, melyet a New York-i Broadway Books adott ki, 2007 szeptemberében jelent meg.
2010. február 18-án Alan Harper barátnőjeként, Lyndsey McElroy szerepében két rész erejéig feltűnt a Két pasi – meg egy kicsi című sorozat 6. évadjában. Ezt további megjelenések követtek, a 7. évadban kétszer szerepelt, majd a 8-9. évadban is visszatért néhány epizódban.

## Magánélete
Az 1990-es évek elején Andrew Shue színésszel randevúzott, aki a Melrose Place-ben volt a szeretője. 2000 júniusában Andrew Conrad genetikai kutató felesége lett, 2001 januárjában váltak el.
2007. január 1-jén összeházasodott Roger Fishmannel, akitől 2008. január 11-én megszületett első gyermeke.

## Filmográfia

### Film
| Év   | Magyar cím                                   | Eredeti cím                                | Szerep                                 | Magyar hang     |
| ---- | -------------------------------------------- | ------------------------------------------ | -------------------------------------- | --------------- |
| 1986 | Liba-bőr                                     | Welcome to 18                              | Lindsey                                |                 |
| 1986 | Lucas és a szerelem                          | Lucas                                      | Alise                                  | Csondor Kata    |
| 1987 | A suttyók visszavágnak 2. – Gyagyás nyaralás | Revenge of the Nerds II: Nerds in Paradise | Sunny Carstairs                        |                 |
| 1987 | Botcsinálta tanerő                           | Summer School                              | Pam House                              | Zsigmond Tamara |
| 1990 | Tuti pasi                                    | Side Out                                   | Samantha                               | Zsigmond Tamara |
| 1997 |                                              | The Lovemaster                             | Deb                                    |                 |
| 1998 | Répafej, a főnök                             | Chairman of the Board                      | Natalie Stockwell                      | Oláh Orsolya    |
| 2005 |                                              | Batman: New Times (rövidfilm)              | Macskanő / Ms. Kitka Karenska (hangja) |                 |
| 2006 | A könyvek hercege                            | Whisper of the Heart                       | Cukisima Siho (angol hangja)           | Lamboni Anna    |

### Televízió
| Év        | Magyar cím                                        | Eredeti cím                                      | Szerep                 | Megjegyzések                                 |
| --------- | ------------------------------------------------- | ------------------------------------------------ | ---------------------- | -------------------------------------------- |
| 1986      |                                                   | Fast Times                                       | Stacey Hamilton        | 7 epizód                                     |
| 1986      |                                                   | Disneyland                                       | Sheryl                 | 1 epizód                                     |
| 1988      |                                                   | Growing Pains                                    | fotográfus hallgató    | 1 epizód                                     |
| 1988–1989 |                                                   | Day by Day                                       | Kristin Carlson        | 33 epizód                                    |
| 1990      |                                                   | L.A. Law                                         | Kimberly Dugan         | 6 epizód                                     |
| 1990      |                                                   | Anything but Love                                | Allison Andrews        | 1 epizód                                     |
| 1992      |                                                   | Jack's Place                                     | Kim Logan              | 1 epizód                                     |
| 1992      |                                                   | Grapevine                                        | Lisa                   | 1 epizód                                     |
| 1992–1997 | Melrose Place                                     | Melrose Place                                    | Alison Parker          | - 165 epizód - magyar hangja: - Kocsis Judit |
| 1994      | Civil a seregben                                  | Breach of Conduct                                | Helen Lutz             | tévéfilm                                     |
| 1995      |                                                   | Beauty's Revenge                                 | Cheryl Ann Davis       | tévéfilm                                     |
| 1996      |                                                   | Partners                                         | Danielle               | 1 epizód                                     |
| 1997      |                                                   | Duckman                                          | önmaga                 | 1 epizód                                     |
| 1997      | Kerge város                                       | Spin City                                        | Danielle Brinkman      | 1 epizód                                     |
| 1997–2002 | Ally McBeal                                       | Ally McBeal                                      | Georgia Thomas         | - 69 epizód - magyar hangja: - Kocsis Judit  |
| 1999      |                                                   | Partners                                         | Gina Darrin            | 1 epizód                                     |
| 1999      |                                                   | Ally                                             | Georgia Thomas         | 13 epizód                                    |
| 2000      |                                                   | Norm Show                                        | Rebecca                | 1 epizód                                     |
| 2001–2009 | Jim szerint a világ                               | According to Jim                                 | Cheryl                 | - 182 epizód - magyar hangja: - Orosz Anna   |
| 2009      | Campus háború                                     | Sorority Wars                                    | Lutie Parker           | tévéfilm                                     |
| 2010–2015 | Két pasi – meg egy kicsi                          | Two and a Half Men                               | Lyndsey McElroy        | 52 epizód                                    |
| 2016      | Robotcsirke                                       | Robot Chicken                                    | orvosszakértő (hangja) | 1 epizód                                     |
| 2016–2017 | Amerika Huangjai                                  | Fresh Off the Boat                               | Anne                   | 2 epizód                                     |
| 2017      | Emma Fielding-bűntények: Az ásatás                | Site Unseen: An Emma Fielding Mystery            | Emma Fielding          | tévéfilm                                     |
| 2018      | Emma Fielding-bűntények: A Chandler-kastély titka | Past Malice: An Emma Fielding Mystery            | Emma Fielding          | tévéfilm                                     |
| 2019      | Emma Fielding-bűntények: A Kenzer-koponya         | More Bitter than Death: An Emma Fielding Mystery | Emma Fielding          | tévéfilm                                     |
| 2020      | Anyák gyöngye                                     | Mom                                              | Sam                    | 1 epizód                                     |
| 2024      |                                                   | He Slid Into Her DMs                             | Leah                   | tévéfilm                                     |

## Fordítás
- Ez a szócikk részben vagy egészben  a   Courtney Thorne-Smith című angol Wikipédia-szócikk ezen változatának fordításán alapul.  Az eredeti cikk szerkesztőit annak laptörténete sorolja fel. Ez a jelzés csupán a megfogalmazás eredetét és a szerzői jogokat jelzi, nem szolgál a cikkben szereplő információk forrásmegjelöléseként.